# Élections générales espagnoles de novembre 2019 à Ceuta
Les élections générales espagnoles de novembre 2019 (en espagnol : Elecciones generales de España de noviembre de 2019) se tiennent le dimanche 10 novembre 2019 afin d'élire les 350 députés et 208 des 266 sénateurs de la XIVe législature des Cortes Generales. 1 député est élu à Ceuta.

## Résultats
| Parti                  | Parti                                              | Voix   | %     | +/-   |  |
| ---------------------- | -------------------------------------------------- | ------ | ----- | ----- |  |
|                        | Vox                                                | 11 752 | 35,19 | 11,26 |  |
|                        | Parti socialiste ouvrier espagnol (PSOE) (sortant) | 10 455 | 31,31 | 5,01  |  |
|                        | Parti populaire (PP)                               | 7 439  | 22,28 | 0,84  |  |
|                        | Unidas Podemos (UP)                                | 1 300  | 3,89  | 0,95  |  |
|                        | Ciudadanos (Cs)                                    | 1 138  | 3,41  | 8,56  |  |
|                        | Mouvement pour la dignité et la citoyenneté (MDyC) | 819    | 2,45  | Nv.   |  |
|                        | Recortes Cero-Grupo Verde (RC-GV)                  | 125    | 0,37  | 0,04  |  |
|                        | Pour un monde + juste (PUM+J)                      | 43     | 0,13  | 0,10  |  |
|                        | Vote blanc                                         | 324    | 0,97  | 0,12  |  |
|                        |                                                    |        |       |       |  |
| Suffrages exprimés     | Suffrages exprimés                                 | 33 395 | 98,96 |       |  |
| Votes nuls             | Votes nuls                                         | 351    | 1,04  |       |  |
| Total                  | Total                                              | 33 746 | 100   | -     |  |
| Abstention             | Abstention                                         | 28 767 | 46,02 |       |  |
| Inscrits/Participation | Inscrits/Participation                             | 62 513 | 53,98 |       |  |